# Uruétaro, Michoacán de Ocampo
Uruétaro är en ort i Mexiko.   Den ligger i kommunen Tarímbaro och delstaten Michoacán de Ocampo, i den södra delen av landet, 210 km väster om huvudstaden Mexico City. Uruétaro ligger 1 851 meter över havet och antalet invånare är 2 596.
Terrängen runt Uruétaro är kuperad åt sydost, men åt nordväst är den platt. Runt Uruétaro är det ganska tätbefolkat, med 70 invånare per kvadratkilometer. Närmaste större samhälle är Morelia, 14,2 km sydväst om Uruétaro. I omgivningarna runt Uruétaro växer huvudsakligen savannskog.